# Vergigny-sur-Cure
Cet article concerne la villa gallo-romaine puis paroisse médiévale icaunaise disparues sur Asquins, sous-préfecture d'Avallon. Pour Vergigny, commune icaunaise du canton de Saint-Florentin, voir Vergigny.
Vergigny est un ancien site gaulois situé sur le territoire de la commune d'Asquins dans le sud du département de l'Yonne, en Bourgogne-Franche-Comté [en Bourgogne jusqu'en 2016], France.
Sans interruption d'occupation notable, une grande villa gallo-romaine y est devenue un village mérovingien puis médiéval, avec plusieurs nécropoles au long des siècles. 

Le village a disparu au XIIe siècle. 
Les vestiges ont été signalés dès le XIXe siècle mais étudiés en profondeur seulement dans les années 1990. L'intérêt de ce site est de montrer les étapes de la lente transformation d'une grande ferme gallo-romaine en village médiéval.

## Toponymie
Les écrits connus mentionnant Vergigny sont rares. Les références les plus connues sont les suivantes :
- Viriniaco (dernier quart du IXe siècle entre 878 et environ 897, « in pago Avalensi, in vicaria Viriniacensi, in ipsa villa Viriniaco[2] », donation de terres sur Vergigny par un certain Harulphe[n 1] au monastère de Vézelay[3],[4], acte écrit pendant l'abbatiat d'Eudes[5] : « atque ubi Praeeſt Domnus Eudo Abbas »[3].
- Virginiacensi (an 900, « in fine Virginiacensi », donation de trois manses)[5].
- Varginiacum (1103, « Varginiacum villam cum omnibus appendiciis suis, et ecclesiam Sancti-Sulpitii », confirmation des biens de l'abbaye de Vézelay)[6].
- Vergiliacum (1135, « Confirmatio hujus cartae facta est apud Vergiliacum…[7],[n 2], acte de confirmation de donation de biens à Nitry par la famille de Châtel-Censoir[8] qui y est encore rédigé[9].
- Virginiacum (1137 selon Quantin qui cite le Cartulaire général de l'Yonne pour « Parginiacum et Virginiacum »[6]). Aucun des deux volumes du cartulaire général de l'Yonne ne contient ces mots, mais pour cette même année nous trouvons :
- Virginiaco (1137[10], « De aqua vero illa que de Virginiaco dicitur… »[11] : un acte est rédigé à Vergigny).
- Verginiaco (XIIe s., « totam terram de Verginiaco cum omnibus appendiciis »,donation à Vézelay[9] ; et 1146, désaccord entre l’abbé de Vézelay et le comte de Nevers sur les droits de péage du chemin de Vergigny (« strata de Verginiaco »), dernière mention certaine du village[9].

Confusion
La confusion est possible avec Vergigny (64 km au nord) dans le canton de Saint-Florentin : par exemple Varginiaco dans un document par Hugues de Montaigu évêque d'Auxerre, daté entre 1120 et 1136 ; ou Verginiaco (1138) dans une donation des dîmes de Vergigny par Godefroi évêque de Langres à l'abbaye de Pontigny.

## Localisation
Les vestiges de Vergigny se trouvent dans la vallée de la Cure au nord d'Asquins (10 km à l'ouest d'Avallon, 35 km au sud d'Auxerre - à vol d'oiseau), dans la « plaine du Gué Pavé » au lieu-dit les Champs des Églises qui jouxte le côté sud du hameau du Gué Pavé,. Immédiatement au sud de ces champs se trouve le lieu-dit les Corvées. L'endroit est à environ 145 m d'altitude, un toponyme indicatif de l'usage de cette prairie au Moyen Âge.

### Au croisement de deux voies antiques
Deux voies antiques se croisaient à Asquins. Le fait est d'importance dans une région difficile à traverser et pourtant essentielle pour la communication entre trois grandes unités géopolitiques : la Méditerranée, l’Europe de l'est et les îles britanniques.
Une voie menait de Sermizelles (4,5 km au nord) à Vézelay (5 km au sud) et au-delà à Autun (90 km) ou Bibracte (85 km). En rive droite (côté est) à Sermizelles, elle arrivait sur Asquins par le nord des Bouilles - les photos aériennes montrent encore la trace d'une chaussée encadrée de fossés à une dizaine de mètres à l'ouest de la route de Givry, entre la route et la rivière. Elle passait en rive gauche de la Cure dans la partie sud des Bouilles, à 300 m en aval du Gué Pavé (gué partagé entre Asquins et Montillot au nord). 

Cette voie, l'un des axes les plus importants de la région, était une de celles traversant le Morvan dans le sens sud-nord.
Une autre voie à Asquins permettait la traversée du Morvan dans le sens est-ouest, et/ou dans le sens nord-sud en faisant un détour pour éviter le camp de Cora à Saint-Moré (11 km au nord). Depuis Quarré-les-Tombes sur la route Autun-Avallon, cette voie se dirigeait vers le nord-ouest, coupait la voie Avallon-Brèves à Saint-Père, traversait la Cure à l'île des Serpents au nord de Saint-Père, croisait la voie Sermizelles-Vézelay au bourg d'Asquins puis partait vers l'ouest et vers Brosses en remontant le versant ouest de la côte de la Perrière pour atteindre le haut du coteau - la D123 reste dans le fond de vallée. De là on rejoignait la vallée de l'Yonne et la via Agrippa de l'Océan en évitant Avallon et le camp de Cora à Saint-Moré.

## Une découverte graduelle
Les premières recherches connues commencent en 1601 quand l’abbé Érard de Rochefort dirige une fouille de sépultures, mentionnée par F. Courtépée en 1783 ; Érard de Rochefort croit reconnaître une ancienne léproserie. 

En 1780 (180 ans plus tard) ces fouilles sont reprises par Mr Martin, qui collecte des monnaies du temps de Henri IV (perdues par les fouilleurs de 1610 ?). Vers 1850, le maire de Montillot Mr de L’Enferna collecte quelques objets. Entre 1860 et 1910, les ramassages et travaux successifs des abbés Couard (curé d'Asquins-sous-Vézelay) et Pissier (curé de Saint-Père), de l’ingénieur Terrade et de l’abbé Parat, fassent connaître ce site - et encore : l'attention se dirige en premier lieu sur la nécropole voisine dite « de Vaudonjon », au lieu-dit les Cercueils où plus de 300 cercueils sont mis au jour au début du XXe siècle. 

Intrigué cependant par les vestiges couvrant la plaine du Gué Pavé jouxtant la nécropole, Parat y entame des recherches à partir de 1909. Mais il ne creuse pas plus profond que la nécropole du haut Moyen Âge (où il ne trouve aucun objet funéraire permettant une datation) et ce n’est qu'incidemment qu'il trouve quelques objets de l'Antiquité : pierres de construction, dalles sciées, blocs équarris en pierre blanche, fragments de colonnes unies ou cannelées… Pour lui, « ces ruines gallo-romaines marqueraient l’emplacement du cimetière carolingien de Vergigny ». Et le site retombe une fois de plus dans l'oubli. 

En 1989 des photographies aériennes permettent un repérage partiel, complété en 1991.

## Lavillagallo-romaine
Le site gallo-romain forme un très grand complexe sur 330 × 130 m (4,29 ha), avec trois unités se succédant d'est en ouest. 

La luxueuse demeure (pars urbana), près de la rivière, est en forme de U avec deux ailes orientées est-ouest et se rejoignant sur le côté est pour fermer la cour du côté de la rivière. Un péristyle longe les trois côtés de la cour où un bassin central collecte l’eau de sources des collines environnantes par un système d’adduction assez complexe. L'aile sud inclut de nombreuses pièces avec abside où ont été mis au jour de nombreux éléments de mosaïque polychrome en pâte de verre. Un mur muni d’une porte sépare cette demeure du reste des bâtiments qui forment les communs (pars rustica). 

Les communs s'organisent autour de deux cours, chacune bordée de deux bâtiments construits sur des plans similaires. Les deux bâtiments de la cour centrale ont une salle rectangulaire au centre et une petite pièce à chaque extrémité ; ceux de la dernière cour, côté ouest, ont deux pièces secondaires suivies d'une pièce rectangulaire. Une construction au centre de cette dernière cour est considérée comme un petit temple sur un podium, avec un cube en maçonnerie sur son côté est (vers le reste des bâtiments) qui pourrait être un autel. 

La propriété a un portail sur le petit côté ouest, ouvrant sur la deuxième cour des communs et encadré de bâtiments géminés ; et deux porches monumentaux sur les longs côtés (P. Nouvel ne précise pas de quel côté, nord ou sud ; ni sur quelle/s cour/s ils ouvrent). 

Un chemin part de la villa vers l’ouest et vers la colline des Cercueils qui porte au sommet une petite construction carrée - peut-être un mausolée.
L'idée pour Vergigny d'un sanctuaire avec temple à podium a été suggérée, puis repoussée à l'étude des photographies aériennes - au profit de celle d'une très grande ferme dont la symétrie poussée de l’ensemble indique qu'elle a été conçue d'un seul tenant et construite sur un seul plan. 

### Mobilier
Les céramiques sont abondantes, de factures et d'origines diversifiées : céramique de Jaulges, Villiers-Vineux (61 et 63 km au nord), Domecy-sur-Cure (11 km au sud), Argonne (environ 270 km au nord-est) ; assez peu de monnaies collectées depuis la fin du XXe siècle (P. Nouvel mentionne seulement une d’Antonin le Pieux, (138-161 de notre ère) mais l’abbé Couard avait collecté vers 1860 de « nombreuses monnaies antiques » dont sesterce de Faustine, deux as de Claude Ier (41-54 de notre ère), denier d’Alexandre Sévère (222-235).

### Datation, évolution de la population
L'ensemble du mobilier trouvé indique un site occupé à partir de la fin de la période gauloise, avec un développement (relativement) important à partir de la seconde partie du Ier siècle de notre ère. 
Noter que la population gallo-romaine de la basse vallée de la Cure entre Saint-Père et Cravant est à peu près aussi nombreuse qu'au début du XXe siècle et largement supérieure au niveau actuel : pour 15 villages et 6 fermes occupant en 2008 la vallée, ce sont 46 établissements et 4 bourgs (dont un tous les 300 m en moyenne dans les zones les mieux connues) à cette époque passée. Les villae les plus luxueuses sont dans les grands méandres de la Cure, qui offrent à proximité de la « voie publique » une défense naturelle autour d'un terrain fertilisé de longue date. 

Nombre de ces établissements ont perduré, car tous les habitats groupés de notre époque sont d'origine romaine.

## De lavillaau village
À la fin du IIIe siècle la propriété foncière commence à se concentrer, une tendance qui se renforce nettement au IVe siècle avec la dislocation progressive de l'empire romain ; les aristocrates gallo-romains, quelques germains romanisés aussi, accumulent les rentes foncières, entraînant la quasi-disparition des petites propriétés. Or moins de propriétaires possédant plus de villas ne peuvent pas toutes les habiter. Au début du Ve siècle l'abandon est presque total des parties résidentielles, souvent riches, des villae devenues pour leurs propriétaires de simples sources de rentes. Mais les ouvriers agricoles y sont toujours, et progressivement cette main-d’œuvre installée fait sienne sinon les rentes, du moins l'occupation du territoire des villae : les communs deviennent des habitations individuelles juxtaposées, des espaces publics se créent puis des constructions publiques sont bâties, qui définissent le village. P. Nouvel développe cette évolution de la villa au pôle paroissial médiéval.

## Vergigny au Moyen Âge
La pars urbana ou partie résidentielle de la villa cesse d'être occupée pendant le VIe siècle - donc assez tardivement - mais les communs toujours habités ont livré un grand nombre d'objets en céramique datés de tout le haut Moyen Âge (Ve – XIIe siècles).

### Un gros bourg aux terres morcelées en bord de «voie publique»
La plus ancienne mention écrite connue pour Vergigny est un acte de donation de terres sur Vergigny : « in pago Avalensi, in vicaria Viriniacensi, in ipsa villa Viriniaco »,, par un certain Harulphe au monastère de Vézelay, acte écrit pendant l'abbatiat d'Eudes : « atque ubi Praeeſt Domnus Eudo Abbas », soit entre 878 et environ 897.
L’une des manses données est en bordure de la « voie publique », c'est-à-dire la voie joignant Sermizelles au nord (dont la via Agrippa de l'Océan ainsi qu'Auxerre, Sens, Troyes et d'autres), avec une autre branche de la même voie à Vézelay / Saint-Père, menant vers Nevers, Autun... (voir plus haut la section « Au croisement de deux voies antiques »).
Cette donation montre par ailleurs qu'en ce dernier quart du IXe siècle Vergigny est un gros bourg dont les terres sont morcelées entre un grand nombre de propriétaires, parmi lesquels des institutions religieuses dont Saint-Pierre, Saint-Martin et Saint-Amâtre. Vergigny figure dans les actes de fondation de Vézelay (858 ou 859) par Girart de Roussillon (†877) et son épouse Berthe. Le village devient un pôle paroissial et se dote d'une nécropole (IXe – XIIe siècles), voisine de celle des Cercueils.

### La nécropole de Vergigny
Cl. Courtépée puis Parat mentionnent dans les ruines romaines une nécropole avec des inhumations en pleine terre et sans objets associés, clairement postérieure à son environnement gallo-romain. L'absence de sarcophages, suggère la période carolingienne ou médiévale classique ; elle est datée des IXe – XIIe siècles et entoure un bâtiment muni d'une abside, vraisemblablement l'église du village.

### Église Saint-Sulpice
En juin 900, le monastère de Vézelay reçoit d'un Agénolfe trois manses sur Vergigny (« in fine Virginiacensi »), au lieu dit Longa Fames (?) situé, comme l'un des précédents manses, entre la voie publique et la Cure. Le monastère les possède encore en novembre 1103. Ce dernier acte indique la présence à Vergigny d'une église Saint-Sulpice qui serait chef-lieu de paroisse (« Varginiacum villam cum omnibus appendiciis suis, et ecclesiam Sancti-Sulpitii ») et qui correspondrait aux vestiges trouvés par Parat, entourés de sépultures dénuées d'objets - une caractéristique des inhumations postérieures au VIIIe siècle. De même que le lieu-dit les Cercueils a gardé la mémoire de la nécropole qui l'occupe, le nom des Champs des Églises indiquerait-il l’existence passée d'au moins deux églises, contemporaines ou successives l'une de l'autre ?

### Une possession de l'abbaye de Vézelay auXIIesiècle
En 1102 une bulle du pape Pascal II du 21 novembre liste Vergigny (peut-être une partie seulement) parmi les possessions de l'abbaye de Vézelay. Au XIIe siècle Vézelay reçoit « totam terram de Verginiaco cum omnibus appendiciis » [~« avec tout ce qui appartient à l'ensemble du pays de Vergigny »], soit au moins une autre partie sinon tout le reste des terres de Vergigny, grâce à la générosité d’Hervé de Donzy et de Savaric de Vergigny, seigneur de Châtel-Censoir.

## Aléas au fil des siècles, abandon du village
En 406, les peuples germaniques ou barbares passent le Rhin et envahissent la Gaule ; la grande villa gallo-romaine aurait été ruinée lors de cette invasion. Vers 450, les Burgondes s’installent dans la vallée de la Cure (en 502 « une île de la Cure près d’Arcy » est le cadre d'une rencontre entre le roi burgonde Gondebaud et Clovis, établi à Auxerre). Puis en 528 les fils de Clovis envahissent la Bourgogne ; les Francs se mêlent aux Burgondes à Vaudonjon - c'est peut-être l'époque de la construction d’un donjon en bois ? 

Au VIIIe siècle le pays est en paix sous les Carolingiens. Le monastère de Saint-Père est fondé en 850 par Girart de Roussillon et sa femme Berthe qui lui donnent entre autres une partie de Vergigny ; le village a son église et est une vicairie. Mais en 887 les raids vikings remontent la Cure et le détruisent ; ce faisant leur chemin passe donc par Vergigny, qu'on imagine mal sortir indemne de la rencontre.
Guerre de succession du duché de Bourgogne (1003-1015)
À la mort sans héritier de son beau-père le duc Henri Ier de Bourgogne, Otte-Guillaume se proclame son successeur. Le roi Robert II, qui veut reprendre le duché, s'allie à Richard de Normandie mais échoue devant Auxerre (10 novembre) et, peu après, devant l’abbaye de Saint-Germain qu'il aurait voulu utiliser comme base pour attaquer la ville elle-même. Dépité, il passe l'Yonne et dévaste la Bourgogne,. 

Cet épisode a-t-il amorcé le déclin du village ?
Abandon du village
Vergigny est encore habité au moins jusqu'en 1135, date d'un acte qui y est encore rédigé.
En 1146 un désaccord entre l’abbé de Vézelay et le comte de Nevers porte sur les droits de péage du chemin de Vergigny (« strata de Verginiaco ») et fournit la dernière mention écrite certaine du village. Mais cet acte ne prouve pas que Vergigny ait encore été habité à cette date ; aucune céramique postérieure à cette période n’a été trouvée, ce qui indique vraisemblablement que le lieu est alors déjà presque abandonné.
Le village disparaît sans même donner son nom à un « climat ».